# 26954 Skadiang
26954 Skadiang è un asteroide della fascia principale. Scoperto nel 1997, presenta un'orbita caratterizzata da un semiasse maggiore pari a 2,3455088 UA e da un'eccentricità di 0,1995206, inclinata di 6,51968° rispetto all'eclittica.